# 南露脊鯨
南露脊鯨（學名：Eubalaena australis），又名黑露脊鯨，為真露脊鯨屬（已知有3種）的其中一種，目前估計大約有10,000隻南露脊鯨生活在南半球的溫寒帶海域。

## 分類
南露脊鯨是由德穆蘭（Desmoulins）於1822年所描述，後來在1864年格雷將南露脊鯨分類為露脊鯨屬。之前的分類是將南露脊鯨視為北大西洋露脊鯨（E. glacialis）的亞種，而現在則認為是兩種不同的種類。而且也許有一天，南露脊鯨會再被重新分類到原本的屬，因為生物學家發現3種露脊鯨之間的差異比弓頭鯨（露脊鯨屬的唯一一個種）與3種露脊鯨之間的差異還要大。因此在未來有可能會把這4種鯨魚放在同一個屬。
南露脊鯨的異名有B. antarctica、B. antipodarum與
E. temminckii這幾種。雖然目前把露脊鯨分成3個種，但是在歷史上專家們並沒有把這3個不同的露脊鯨族群分成3個種。在捕鯨業發達的時期是把牠們當成同一種露脊鯨。後來形態學顯示北部與南部的露脊鯨在頭部外形上有所差異，這個證據顯示至少有2個不同的種，一種只能在南半球發現，而另一種則在北半球發現。而且目前並未發現任何露脊鯨族群會穿過溫暖的赤道海域，與其他族群接觸或繁殖，因為露脊鯨擁有厚重的鯨脂肪讓牠們無法在赤道海域將體熱散發出去。
近年來基因研究提供了明顯的證據，顯示北半球的露脊鯨與南露脊鯨在300萬年至1200萬年內沒有雜交過，證明南露脊鯨的確是一個獨立的種。然後更令人驚奇的發現是：北大西洋露脊鯨與北太平洋露脊鯨確實也是不同的種，事實上比起北大西洋露脊鯨，北太平洋露脊鯨更接近南露脊鯨。萊斯（Rice）在1998年將分類維持為2個種，不過羅森邦（Rosenbaum） 與布朗尼（Brownell）兩團隊在2000年對此提出質疑。《世界哺乳動物》（Mammal Species of the World）在2005年列出了3個種，顯示一個似乎是永久的變更。
生活在露脊鯨皮膚上的鯨蝨藉由牠們的基因模式提供了露脊鯨數目進一步的資訊，因為鯨蝨繁殖速度遠再露脊鯨之上，所以基因多樣性也是更大的。猶他大學的海洋學家研究這些鯨蝨的基因後，認為露脊鯨大約600萬年至500萬前演化成3個不同的種，而且3個種在11世紀人類開始捕鯨之前都是相當繁盛的。露脊鯨第一次是因為南美洲與北美洲相連接而分裂成太平洋與大西洋兩個族群，然後因為赤道海域的溫度又分裂成南北個族群。這次研究的領導人瓊·賽格（Jon Seger）對BBC新聞報告說：「這個研究解決了長久以來對於露脊鯨是否有3個種的疑問。毫無疑問的，露脊鯨確實分成3個不同的種。」

## 描述
就跟其他的露脊鯨一樣，人們可以靠著頭上的硬繭、寬廣而無背鰭的背部與長且呈拱狀的嘴部來分辨南露脊鯨與其他鯨魚的不同。牠們的身體呈現深灰色或黑色，偶爾在腹部還會出現一些斑點。皮膚上的硬繭呈白色，這並不是皮膚的色素造成的，而是大片鯨蝨的群落。
南露脊鯨幾乎無法從外觀與北大西洋露脊鯨或北太平洋露脊鯨分辨出來，只能藉由牠們頭部的細微不同來分辨。南露脊鯨頭部的硬繭可能比北半球的露脊鯨少，而下顎卻擁有比北半球的露脊鯨還多的硬繭。

## 行為
南露脊鯨有一種被稱為「sailing」獨特的行為。這種行為可以在露脊鯨嬉戲時見到，而且通常在阿根廷海岸邊可以觀察到。

## 捕鯨

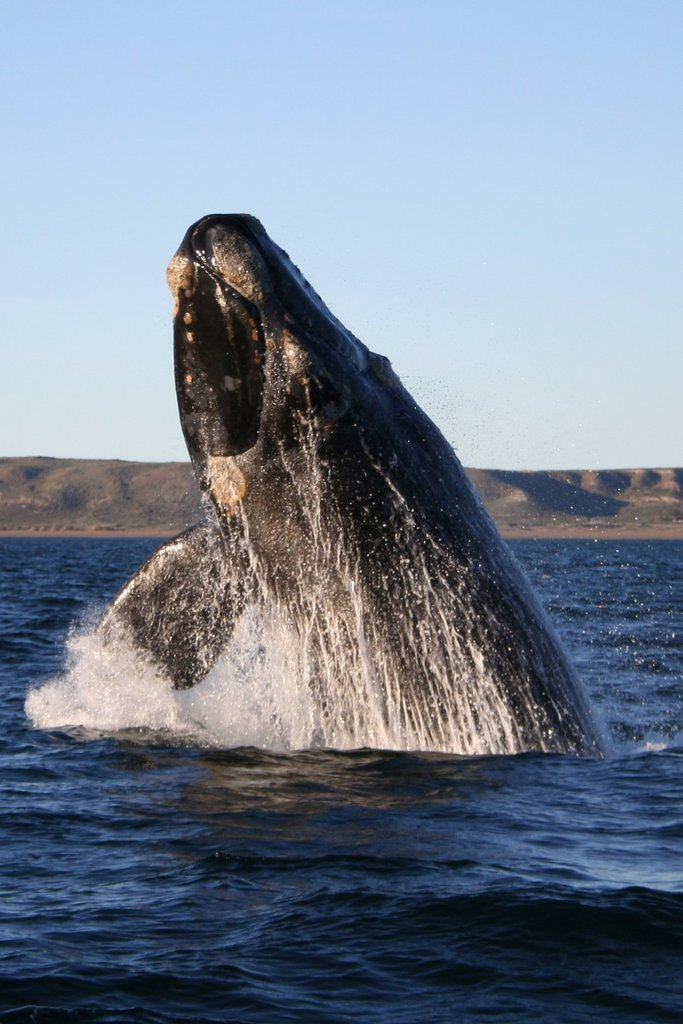
一隻躍出海面的南露脊鯨，攝於阿根廷巴塔哥尼亞附近的海域

在1750年，北大西洋露脊鯨因為遭受商業捕鯨，所以數量非常稀少，幾乎處在滅絕的狀態中，所以美國北方的捕鯨人在18世紀末遷移到了南大西洋。其中巴西最南端的捕鯨站在1796年開始運作。然後在下一個世紀中，美國北方的捕鯨人的活動範圍擴展到南半球與太平洋海域，美國人結合了幾個歐洲國家的艦隊。
在19世紀之前有大量南露脊鯨生存在紐西蘭海域，但是這些南露脊鯨卻在1820年－1900年之間被人類大量的獵捕。捕鯨活動逐漸減少南露脊鯨的數量，後來甚至讓牠們幾乎消失在紐西蘭海域中。在20世紀開始時，可以看到許多捕鯨業大幅的工業化，獵捕的數量也因此而快速的增加。根據1937年的紀錄，在南大西洋有38,000條南露脊鯨被獵捕，在南太平洋有39,000條，在印度洋有1,300條，在北太平洋則有15,000條。因為這個紀錄是不完備的，所以鯨魚實際被獵捕的數量可能更多。
因為人們知道南露脊鯨已經接近滅絕，所以全球在1937年禁止獵捕露脊鯨。這次禁令是非常成功的，雖然仍然有一些違反禁令的捕鯨活動持續了幾十年。馬德拉自治區在1968年獵捕了最後兩隻露脊鯨。非法的捕鯨活動仍然在巴西附近海域持續著，而Imbituba仍然處理露脊鯨直到1973年。前蘇聯在1950與60年代非法獵捕超過3,300隻露脊鯨，雖然據報導只有4隻。在1937年禁止獵捕露脊鯨之後，露脊鯨從1960年初期再度出現在澳洲與紐西蘭海域。

## 數量與分布
南露脊鯨會花費整個夏天在南半球的高緯度地區（很可能在接近南極洲的海域）覓食。牠們為了覓食，會在冬季遷移到南半球的北部，包括阿根廷、澳大利亞、巴西、智利、紐西蘭、莫三比克與南非的沿海地區都可以看到牠們的蹤影。南露脊鯨的數量估計界於7000與8000隻之間。自從禁止獵捕南露脊鯨之後，牠們的數量估計每年以7%的速度來增加。這表示南露脊鯨分布在南美洲、非洲南部與澳大利亞的族群彼此幾乎不會交配，因為雌性的南露脊鯨對於養育及生育棲息地的依賴是非常強烈的，牠們會依靠本能來回到幼鯨身邊。
因為海洋相當廣大，所以很難去精準的得知南露脊鯨的數量。根據國際捕鯨委員會（International Whaling Commission）於1998年3月在開普敦舉行的研討會提出的數據，估計目前大約有7,000條南露脊鯨。這些資料是研究人員於1990年代在3個地點（阿根廷、南非與澳大利亞）以雌性成年的露脊鯨來研究所收集得來的，然後推測其他未研究的地區，雄鯨與幼鯨的數量則使用雄鯨與雌鯨的比例及成鯨與幼鯨的比例來計算，所以估計出在1999年約有7,000條南露脊鯨.。
在巴西則透過巴西露脊鯨計畫（Brazilian Right Whale Project）的照像辨識（靠著特殊的頭部硬繭），目前已經有超過300條南露脊鯨被記錄下來，這個計畫是由巴西石油公司（Petrobras）與國際野生聯盟（International Wildlife Coalition）所共同支持的。聖卡塔琳娜州從6月到11月是露脊鯨繁殖與生產幼鯨的中心，目前已知雌鯨也會在阿根廷的巴塔哥尼亞生產幼鯨。

## 保育
南露脊鯨被華盛頓公約（CITES）列入瀕危等級，而世界自然保護聯盟（IUCN）則將牠們列入低危- 依賴保育等級。所有已知有繁殖活動的國家進行南露脊鯨的保護，包括阿根廷、澳大利亞、巴西、智利、紐西蘭、南非與烏拉圭等國家。巴西在2000年在聖卡塔琳娜州設立了一個國家環境保育區來保護南露脊鯨的主要覓食區與推廣定期的賞鯨活動，這個保育區面積約為1,560 km²，包含130公里長的海岸線。

## 賞鯨活動

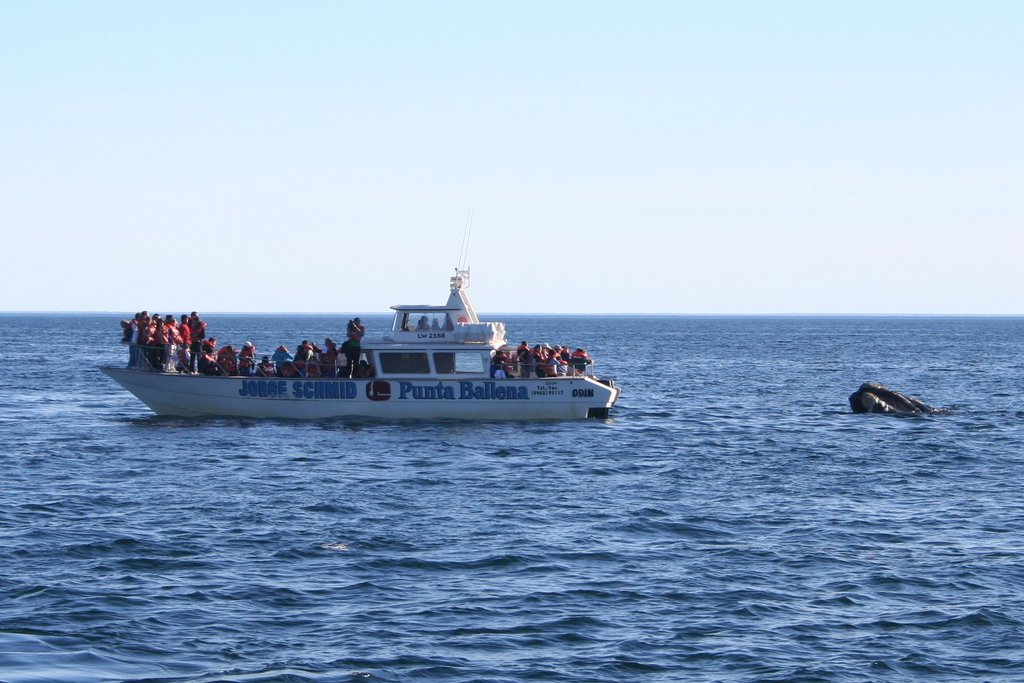
一隻南露脊鯨接近賞鯨遊客，位於巴塔哥尼亞靠近瓦爾德斯半島的海域。

南露脊鯨促使南非賀曼紐斯成為有名的賞鯨地點。在冬季的期間（7月–10月），南露脊鯨會接近距離海岸線非常近的海域，遊客們可從附近的旅館中來觀賞南露脊鯨。這座城鎮並雇用一個人到處告訴人們在哪裡可見到鯨魚的蹤跡。南露脊鯨也可以在其他冬季繁殖區觀察到。
在巴西聖卡塔琳娜州的因比圖巴已被指定成為「國家露脊鯨首府」，每年9月就舉行一次一年一度的露脊鯨週的慶祝活動，這時人們有更多的機會看到母鯨和小鯨。而巴西舊的捕鯨中心現在已改為露脊鯨歷史博物館。鯨保育機構和海洋同盟曾經在阿根廷巴塔哥尼亞瓦爾德斯半島的冬季記錄到世界上最大不同物種的繁殖族群，數量總共超過2,000隻。
在澳大利亞的冬季與春季，人們可以在靠近南澳的大澳大利亞灣（Great Australian Bigh）附近的布達懸崖（Bunda Cliffs）與雙生岩（Twin Rocks）海域看到南露脊鯨。

## 外部連結
- Whale and Dolphin Conservation Society (WDCS)（页面存档备份，存于）